# Gruppo di Baalberge

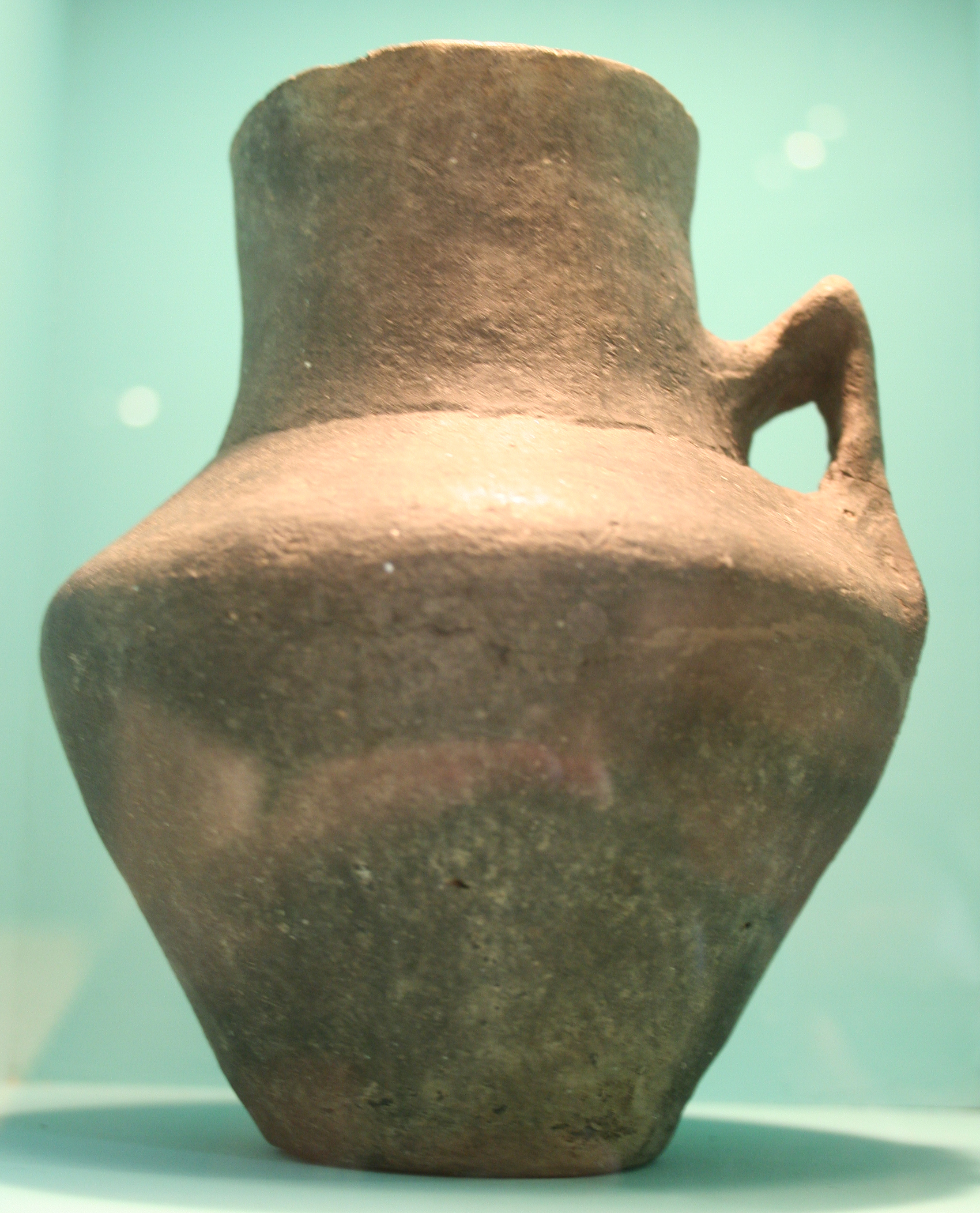
Ceramica tipica

Il gruppo di Baalberge (in tedesco: Baalberge Kultur, anche Baalberger Kultur) è una cultura tardo neolitica del IV millennio a.C. i cui resti sono stati scoperti nella Germania centrale. Prende il nome dal comune di Baalberge, nel circondario del Salzland, in Sassonia-Anhalt.
Sembra essere il più antico raggruppamento della cultura del bicchiere imbutiforme ed è databile tra il 3800 e il 3400 a.C. per cui appartiene alle fasi centrali del bicchiere imbutiforme tedesco TRB-MES II (3800-3500 a.C.) e TRB-MES III (3500-3350 a.C.). Si originò dopo la fase TRB-MES I (4.100-3.800 a.C.), innovandosi grazie ad influenze sud-orientali e occidentali (cultura di Michelsberg e cultura di Lengyel).
Una società più complessa si sviluppò dopo il 3350 a.C. nella fase TRB-MES IV, con stili decorativi distinti (gruppo di Salzmünde e Walternienburg-Bernburg).
Baalberge è stato identificato come un gruppo distinto da Nils Niklasson e Paul Kupka, mentre prima veniva compreso in quello di Walternienburg-Bernburg. La sua area di distribuzione principale è la regione centrale dell'Elbe-Saale. Altri reperti sono stati rinvenuti nel Meclemburgo-Pomerania Anteriore e nel Brandeburgo. Una variante distintiva è conosciuta anche in Boemia e nella Bassa Austria.
Gli insediamenti sono poco conosciuti. Di solito essi presentano pozzi di rifiuti con materiale caratteristico (argilla, pietra, materiale osseo), focolari e i posthole di alcune case singole di insediamenti piuttosto estesi (Braunsdorf, Merseburg). Le case sono di forma rettangolare o quadrata e di medie dimensioni.
L'economia era basata sulla coltivazione di farro, piccolo farro, grano, e orzo e l'allevamento di bovini, suini, ovini e caprini.
Secondo la teoria kurganica propugnata da Marija Gimbutas e dai suoi seguaci, la cultura di Baalberg è una cultura ibrida, che presenta sia tratti delle culture della cosiddetta Europa Antica che di quelle dei pastori della steppa pontico-caspica. Alcuni aspetti delle sepolture del tipo Baalberge (tumuli a sepoltura individuale) sembrerebbero supportare questa ipotesi. Ma altri aspetti sono molto diversi dalle sepolture kurgan, come ad esempio il posizionamento delle mani del defunto sopra la bocca (sconosciuto nei siti kurgan delle steppe). Infine, l'anatomia comparata suggerisce che i defunti derivavano dalle precedenti popolazione locali e non da oriente. Mallory la considera come una cultura sviluppatasi localmente.